# Sân bay Roskilde

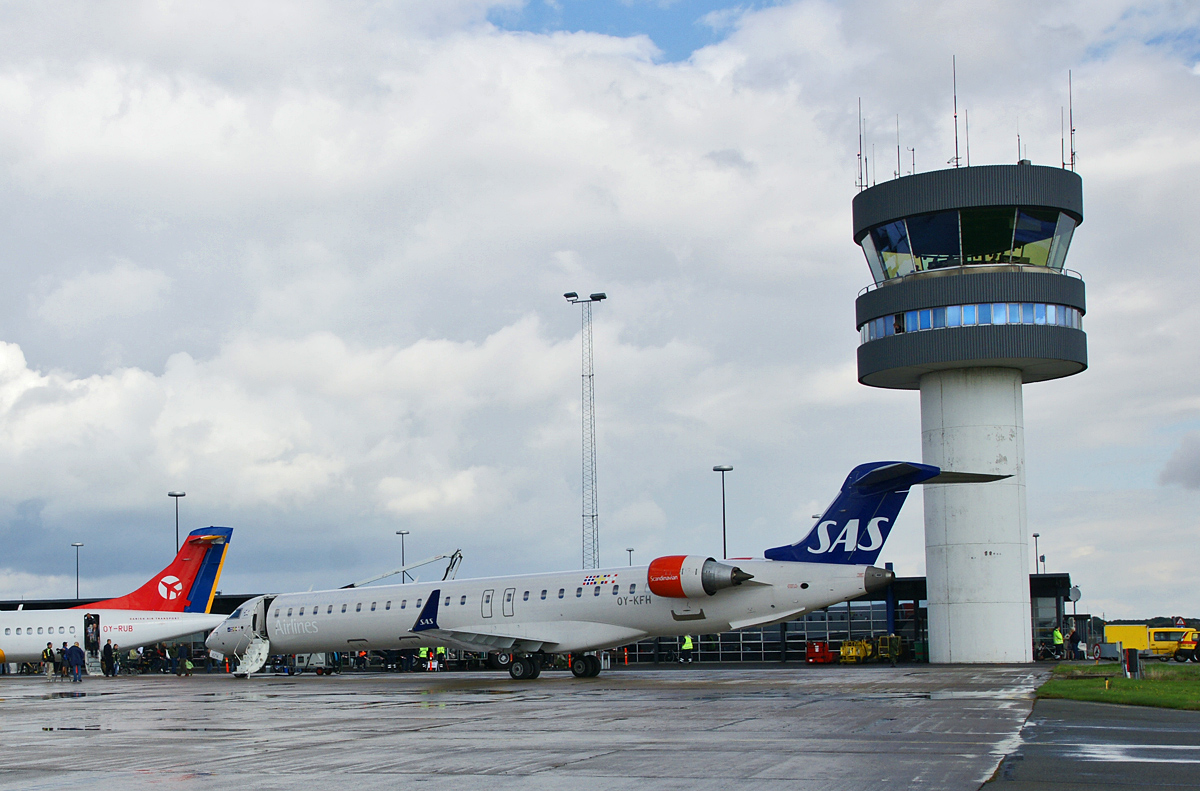
Phi trường Roskilde

Phi trường Roskilde (tiếng Đan Mạch: Roskilde Lufthavn), tên chính thức là Phi trường Copenhagen, Roskilde, là một phi trường nằm ở phía nam thành phố Roskilde (đảo Zealand, Đan Mạch) khoảng 6 km. Phi trường có 2 đường băng cho máy bay cất cánh và hạ cánh dài 1.500 m và 1.799 m. Ngày nay phi trường này được dùng chủ yếu cho các máy bay taxi, máy bay huấn luyện phi công và máy bay tư nhân.

## Lịch sử
Trong thập niên 1960, chính phủ Đan Mạch có kế hoạch lập một phi trường lớn trên đảo Saltholm nằm trong Eo biển Oresund với 3 phi trường phụ ở vùng ngoại ô thành phố Copenhagen. Đầu thập niên 1970 phi trường Roskilde - một trong 3 phi trường phụ dự kiến - bắt đầu được xây dựng với mục đích sử dụng cho các máy bay loại vừa và nhỏ, đồng thời phục vụ một phần các tuyến bay trong nước. Ngày 1 tháng 4 năm 1973 phi trường này được khai trương. Sau đó ít lâu, xảy ra cuộc khủng hoảng năng lượng năm 1974, giá dầu tăng vọt, khiến cho ngành vận tải hàng không chững lại. Kế hoạch lập phi trường lớn và 3 phi trường phụ của chính phủ bị bãi bỏ và chỉ duy nhất một phi trường Roskilde được hoàn thành mà thôi.
Trước kia cũng có một tuyến bay thường xuyên từ phi trường này tới Aberdeen (Scotland), một tuyến tới Latvia, một tuyến tới Aalborg (Đan Mạch), nhưng nay các tuyến này đều ngưng hoạt động và phi trường được sử dụng cho các máy bay taxi, máy bay huấn luyện và máy bay tư nhân.
Cho tới năm 1990, phi tường Roskilde thuộc sở hữu quốc gia. Từ tháng 10/1990 giao cho Công ty phi trường Copenhagen (København Lufthavn A/S) đảm nhiệm việc điều hành cùng với Phi trường Copenhagen.

## Các công ty sử dụng phi trường Roskilde
- Copenhagen Airtaxi (các chuyến bay taxi, huấn luyện và thuê máy bay)
- Execujet Scandinavia Lưu trữ ngày 8 tháng 10 năm 2007 tại Wayback Machine (các chuyến bay thuê bao và VIP)
- Ikaros (các chuyến bay huấn luyện và thuê máy bay)
- FlexFlight (các chuyến bay taxi, thuê bao và chở hàng)
- HeliFlight (các chuyến bay trực thăng)
- Center Air (trường dạy lái máy bay)
- Danish Aviation College DAC Lưu trữ ngày 29 tháng 4 năm 2008 tại Wayback Machine (trường dạy lái máy bay)
- Aviatech Lưu trữ ngày 12 tháng 4 năm 2008 tại Wayback Machine (xưởng sửa chữa máy bay)
- DAO Aviation A/S (xưởng sửa chữa máy bay)
- Dansk Fly Elektronik ApS Lưu trữ ngày 19 tháng 6 năm 2008 tại Wayback Machine (xưởng điện tử máy bay)
- Faldskærmsklubben (câu lạc bộ nhảy dù)
- Roskilde Flyveklub (Câu lạc bộ hàng không Roskilde)
- Kongelig Dansk Aeroklub (Câu lạc bộ hàng không hoàng gia Đan Mạch)
- Torben Lund Simonsen (hãng bảo hiểm máy bay)